# Robertus fuscus
Robertus fuscus är en spindelart som först beskrevs av James Henry Emerton 1894.  Robertus fuscus ingår i släktet fuktspindlar, och familjen klotspindlar. Inga underarter finns listade i Catalogue of Life.